# Robot Carnival
Robot Carnival (jap. ロボット・カーニバル, Robotto Kānibaru) ist ein Anime-Episodenfilm, der 1987 als Original Video Animation veröffentlicht wurde. Der Film enthält neun Episoden von verschiedenen japanischen Regisseuren zum Thema „Roboter“.

## Episoden
| Titel                                                | Japanisch                              | Regie                             | Inhalt |
| ---------------------------------------------------- | -------------------------------------- | --------------------------------- | --- |
| Opening                                              | オープニング                           | Atsuko Fukushima, Katsuhiro Otomo | Ein riesiger Roboterzirkus fährt durch eine verödete Landschaft und zerstört dabei mit Raketen, explodierenden Robotertänzern und anderem ein Dorf, das sich auf seinem Weg befindet. |
| Franken no Haguruma                                  | フランケンの歯車                       | Koji Morimoto                     | Ein Wissenschaftler versucht einen Roboter zum Leben zu erwecken. Doch der Versuch scheitert und der Wissenschaftler wird vom umfallenden Roboter erschlagen. |
| Deprive                                              | DEPRIVE                                | Hidetoshi Omori                   | Bei einer außerirdischen Invasion der Erde wird eine Frau entführt. Für den Kampf gegen die Invasoren wird ein Mann zum Cyborg. Er kann schließlich die Außerirdischen besiegen und die Frau retten. |
| Presence                                             | プレゼンス                             | Yasuomi Umetsu                    | Ein Wissenschaftler baut in einer abgelegenen Hütte heimlich einen Roboter in der Gestalt eines schönen Mädchens. Als der Roboter beginnt, eine eigene Persönlichkeit zu entwickeln, schlägt er sie kaputt. Jahre später erscheint sie jedoch vor seinem Haus. Als der Wissenschaftler in der Hütte nachschaut, findet er dort den zerstörten Roboter so vor, wie er ihn zurückgelassen hat. Als Das Robotermädchen Jahr später erneut vor dem Haus des Mannes auftaucht, verschwindet er mit ihr. |
| Starlight Angel                                      | STARLIGHT ANGEL                        | Hiroyuki Kitazume                 | Zwei Mädchen besuchen gemeinsam einen Vergnügungspark. Als eine der beiden herausfindet, dass ihr Freund nun mit ihrer Freundin ausgeht, rennt sie weinend davon und wird in einer der Attraktionen mit virtueller Realität von einem riesigen dämonischen Roboter angegriffen. Ein anderer Roboter kommt ihr zu Hilfe und rettet sie. |
| Cloud                                                | CLOUD                                  | Mao Lamdo                         | Der Film zeigt einen Roboter in Gestalt eines Jungen, der vor einem Panorama weißer Wolken läuft. Die Episode war inspiriert vom Buch Snow and the Young Boy vom selben Künstler. |
| Meiji Karakuri Bunmei Kitan – Kōmōjin Shūrai no Maki | 明治からくり文明奇譚〜紅毛人襲来之巻〜 | Hiroyuki Kitakubo                 | In einer Stadt des Japans der frühen Meiji-Zeit (Ende 19. Jahrhundert) kämpfen zwei hölzerne und dampfbetriebene Roboter (Karakuri) gegeneinander. Der eine wird von John Jack Volkerson III., der Japan erobern will, gesteuert; der andere von Denjiro und anderen Japanern, die sich gegen Volkerson verteidigen wollen und schließlich siegen. |
| Niwatori Otoko to Akai Kubi                          | ニワトリ男と赤い首                     | Takashi Nakamura                  | In der Nacht erwachen die Maschinen in Tokio zum Leben und werden von einer alles überragenden Robotergestalt dirigiert. Ein in diesem Szenario erwachter Betrunkener wird von einem Diener des großen Roboters gejagt. |
| Ending                                               | エンディング                           | Atsuko Fukushima, Katsuhiro Otomo | Der Roboter-Zirkus, der einmal für die Unterhaltung der Menschen in den Städten gebaut wurde und dafür durch die Welt reiste und nun nur noch Zerstörungen anrichtet, bleibt auf einem Hügel in der Wüste stehen und zerfällt. |

## Produktion und Veröffentlichung
Der Anime entstand auf Initiative des Produzenten Kazufumi Nomura, der das Thema „Roboter“ auf verschiedene Art und Weisen darstellen lassen wollte. Der insgesamt 91 Minuten lange Film wurde dann unter den Regisseuren der Episode vom Studio A.P.P.P. produziert. Die Musik dazu komponierten Isaku Fujita, Joe Hisaishi und Masahisa Takeichi. Die Aufgaben des Charakterdesigns und der künstlerischen Leitung übernahmen die jeweiligen Regisseure mit.
Am 21. Juli 1987 wurde der Film im Japan auf VHS-Kassette veröffentlicht. Später folgte eine Ausstrahlung durch Bandai Channel. Der Sci Fi Channel strahlte den Anime auf Englisch aus, Canal + auf Französisch.

## Synchronisation
| Rolle                      | japanischer Sprecher (Seiyū) |
| -------------------------- | ---------------------------- |
| Android-Mädchen (Presence) | Hikaru Kotono                |
| Protagonist (Presence)     | Kōji Moritsugu               |
| John Jack Volkerson III.   | James R. Bowers              |
| Denjiro                    | Kaneto Shiozawa              |
| Sankichi                   | Kei Tomiyama                 |
| Daimaru                    | Toku Nishio                  |

## Rezeption
Im Complete Anime Guide von Trish Ledoux und Doug Ranney wird der Film als Beispiel dafür genannt, wie der Idealismus des Science-Fiction-Genres der 1960er Jahre langsam schwand und durch düstere Geschichten ersetzt wurde. Robot Carnival biete eine große Vielfalt origineller und teils überraschender Geschichten und sei wie ein „heimisches Animationsfilm-Festival“. Der amerikanische Kritiker Leonard Maltin schrieb, nicht alle Episoden seien ganz gelungen, „doch die besten seien ziemlich gut“.